# Galina Aleksejevna Kulakova
Galina Aleksejevna Kulakova (rusko Гали́на Алексе́евна Кулако́ва), ruska smučarska tekačica, * 29. april 1942, Logači, Udmurtija, Sovjetska zveza (danes Rusija).
Kulakova velja za najboljšo smučarsko tekačico na razdaljah, krajših od 10 km, v 70. letih 20. stoletja. Poleg osmih olimpijskih medalj je bila še 39× prvakinja ZSSR v smučarskem teku (med letoma 1969 in 1981).